# HER NAME IN BLOOD
HER NAME IN BLOOD（ハー・ネーム・イン・ブラッド）は、東京を拠点とするメタルコアバンドである。2021年7月4日に解散。2025年6月10日に再結成を発表。

## メンバー
- Ikepy（池田 隼也）- ボーカル（2007年 - 2021年、2025年 - ）
- Daiki（小出 大樹）- ギター（2007年 - 2021年、2025年 - ）
  - 解散後はサポートを経てCrossfaithに加入
- TJ（田治 久嗣）- ギター（2010年 - 2021年、2025年 - ）
  - 解散後はCrystal Lakeに加入
- Makoto（石田 誠）- ベース（2007年 - 2021年、2025年 - ）
  - 解散後はThe Local Pintsにギタリストとして加入
- Umebo (中里 茂樹) - ドラム（2007年 - 2016年、2025年 - ）
  - 2017年、WORLD END MANに加入（後に脱退）

旧メンバー
- Shogo - ギター （2007年 - 2010年）
  - 脱退後はArbusやBEFORE MY LIFE FAILSのメンバーと共にcatrinaを結成
- MAKI - ドラム（2017年 - 2021年）
  - 解散後はDEXCOREなど複数バンドのサポートを務めている

## 略歴
2007年
- HER NAME IN BLOOD結成。

2008年
- BEFORE MY LIFE FAILSとのスプリットEP「FEVER OF LOGIC」をKeep And Walk Recordsからリリース。
- 「Taste Of Chaos 2008 in Japan」出演。

2009年
- 「Pump Up The Volume Fest」出演。

2010年
- 1stアルバム「DECADENCE」をリリース。

2012年
- 「PUNK GOES POP 4 JAPAN EDITION」に参加、レディ・ガガの「POKER FACE」をカバー。

2013年
- TRIPLE VISION entertainmentに移籍。
- 3月「THE BEAST EP」をリリース。
- 「THE BEAST TOUR」にて全国30箇所をツアー。

2014年
- 2月「SCREAM OUT FEST 2014」（新木場スタジオコースト）出演。
- 同月ペリフェリー台湾公演に同行。
- 4月「OUTBURN TOUR 香川」に出演。
- 同月2ndアルバム「HER NAME IN BLOOD」をリリース。
- 2ndアルバム発売日にギターのTJが転倒、骨折。翌日UKのアスキング・アレクサンドリアの大阪公演のサポートを4人体制でこなす。
- 8月「SUMMER SONIC 2014 Redbull Stage」（東京）に出演。
- 11月FACT主催フェス「FACT-ROCK-O-RAMA」（幕張メッセ）に出演。
- その他Fear, and Loathing in Las Vegas、TOTALFAT、ROTTENGRAFFTY、CRYSTAL LAKEのツアーに参加、年間ライブ数70本を超える。

2015年
- 9月9日、2nd EP『BEAST MODE』でワーナーミュージックジャパンよりメジャーデビューを果たす。

2016年
- 4月27日、3rd EP『Evolution From Apes』リリース。
- 9月14日、3rdアルバム『BAKEMONO』リリース。
- 12月9日、ドラムのUmeboが大麻所持の疑いで逮捕される[2][3]。
- 12月10日、Umeboがスタッフ・メンバーの協議の下契約解除、脱退となる[4]。また、バンド自体の活動自粛が発表される[5]。それに伴い、ワーナーからのリリース作品（CD・ダウンロード販売）が一時販売停止となった。

2017年
- 3月27日、活動再開。それに伴い「Resurrection Tour 2017」を開催[6]。また、『BEAST MODE』以降の作品のダウンロード販売も再開。
- 4月15日、新メンバーMAKIがドラマーとして加入[7]。
- 5月17日、4th EP『FROM THE ASHES』リリース。

2018年
- 4月4日、4thアルバム『POWER』リリース。

2019年
- 6月26日、ベスト・アルバム『BLOODLINE』リリース。

2020年
- 4月、元メンバーのUmeboが所属するWORLD END MANとの共同主催ツーマン・ツアー「HEAVY WEIGHT TOUR」を7月に開催することを発表。同ツアーは新型コロナウイルスの影響で延期に延期を重ね、最終的に2021年5月〜6月に無事開催された。

2021年
- 6月6日、7月4日に開催するラストライブをもって解散することを発表。
- 7月4日、渋谷clubasiaにてラストライブ「LAST DAY - HER NAME IN BLOOD Final Show」を開催し、解散。ラストライブには元メンバーのShogoとUmeboもゲスト出演した。

2025年
- 6月10日、10月5日に開催されるFACT主催の「ROCK-O-RAMA-THE END」への出演と共に再結成を発表。再結成に伴いMakiが脱退し、Umeboが復帰[8]。
- 6月下旬、Daikiが14歳の女性とDM（ダイレクト・メッセージ）でやり取りをしていたとして、これを問題視したアメリカのロックバンド「フォーリング・イン・リヴァース」のロニー・ラドクが告発する動画をInstagramに投稿[9]、SNSで憶測を呼んだことを受け、7月7日に「ROCK-O-RAMA-THE END」の出演をキャンセルすることが発表された[10]。

## ミュージックビデオ
| 監督                      | 曲名                                                                |
| ------------------------- | ------------------------------------------------------------------- |
| INNI VISION               | 「HALO」「GASOLINES」                                               |
| maxilla                   | 「WE REFUSE」「Decadence」                                          |
| KOH YAMADA / HIROYA BRIAN | 「LET IT DIE」                                                      |
| YUTAKA OBARA              | 「BAKEMONO」「From The Ashes」                                      |
| 小原穣 / 椿遊             | 「LAST DAY」                                                        |
| 不明                      | 「UNSHAKEN FIRE」「ZERO (FUCKED UP WORLD) 」「ONE REASON」「POWER」 |

## タイアップ
| Answer | 映画『全員死刑』主題歌 |

## 主なライブ

### ワンマンライブ・主催イベント
- 2013年 - THE BEAST TOUR 2013
- 2015年11月01日〜29日 - HER NAME IN BLOOD「BEAST MODE TOUR 2015」
w/a crowd of rebellion/BEFORE MY LIFE FAILS/Survive Said The Prophet/FEELFLIP/FOAD/Last Day Dream/NOISEMAKER/ARTEMA/But by Fall/FIVE NEW OLD/GIVE LIFE/HONE YOUR SENSE/LOST/PALM/revenge my LOST/Sailing Before The Wind/The Donor/「Story of Hope」

### 出演イベント
- 2010年09月04日 - PUNKAFOOLIC! SHIBUYA CRASH 2010
- 2011年11月10日〜20日 - Fear, and Loathing in Las Vegas"NEXTREME" Release Tour
- 2012年01月27日〜02月04日 - ZESTONE RECORDS presents BROTHERHOOD TOUR 2012
- 2012年02月19日 - SCREAM OUT FEST 2012
- 2012年04月11日 - HOOK THE TRIGGER VOL.1
- 2012年06月09日・10日・12日 - Crossfaith INTO THE ZION TOUR
- 2012年10月06日・07日・08日 - UNIONWAY FEST 2012
- 2012年11月03日 - Helios Helios!
- 2013年02月16日 - SCREAM OUT FEST 2013
- 2013年03月15日 - MONSTER ENERGY OUTBURN TOUR 2013
- 2013年03月24日 - SECRET 7 LINE pre.THICK FESTIVAL 2013 "KILL 'EM ALL KIDZ"
- 2013年04月14日 - FREEDOM NAGOYA 2013
- 2013年08月21日・23日・25日 - Fear,and Loathing in Las Vegas 3×3 Short Tour 2013 ver.2
- 2013年10月12日 - THE CHERRY COKE$ TOUR 2013 "Hoist The Colours"
- 2013年10月31日 - DOGIMAZUN 2013 Helloween Night SPECIAL!!
- 2013年11月17日 - GRANDLINE 2013
- 2013年11月21日 - Louder than Bomb vol.1
- 2013年11月24日 - Fear,and Loathing in Las Vegas 2 Man Shows Tour 2013
- 2014年02月09日 - TRIPLE VISION entertainment presents SCREAM OUT FEST 2014
- 2014年03月11日 - MASTER PEACE 2014
- 2014年03月14日 - Louder than Bomb vol.2
- 2014年04月13日 - TOTALFAT ベスコレ Tour 2014
- 2014年04月21日 - MONSTER ENERGY OUTBURN TOUR 2014
- 2014年04月24日 - ASKING ALEXANDRIA JAPAN TOUR IN 2014
- 2014年05月12日 - ROTTENGRAFFTY NEW SINGLE PRE RELEASE TOUR 2014
- 2014年07月25日 - CIRCLE OF US Fes.
- 2014年08月17日 - SUMMER SONIC 2014
- 2014年08月23日 - FREEDOM NAGOYA 2014
- 2014年09月27日・10月23日・25日・26日 - Fear,and Loathing in Las Vegas "PHASE 2"Release Tour
- 2014年11月29日 - FACT 15th Anniversary Rock-O-Rama
- 2014年11月30日 - girugamesh 2014-2015 tour "gravitation"
- 2015年01月17日・18日 - MEANING 「150 TOUR」
- 2015年01月30日 - PETERSAYSDENIM×HER NAME IN BLOOD
- 2015年02月01日 - Crossfaith 「MADNESS TOUR in JAPAN」
- 2015年02月14日 - NOCTURNAL BLOODLUST Presents 「TERRANIGMA」
- 2015年02月28日・03月01日 - THE CHERRY COKE$「SUNRISE CRUISE tour」
- 2015年03月02日 - MONSTER ENERGY OUTBURN TOUR 2015
- 2015年03月21日 - Zephyren presents A.V.E.S.T. project vol8
- 2015年04月19日・06月07日 - SCREAM OUT FEST 2015
- 2015年05月02日 - LOUD∞OUT FEST2015
- 2015年05月09日 - MADOllie2015 spring
- 2015年05月16日・31日 - SCREAM OUT FEST 2015 〜IGNITION TOUR
- 2015年05月23日 - SECRET 7 LINE pre.THICK FESTIVAL 2015
- 2015年08月22日 - TREASURE05X 2015 〜a great faith〜 〜burning diamonds〜
- 2015年09月12日 - AIR SWELL「MY CYLINDERs TOUR FINAL SERIES」
- 2015年09月25日・26日・27日 - THE冠 マグロ漁より帰還ツアー2015秋〜大漁旗をなびかせて〜
- 2015年10月04日 - 大冠祭 2015
- 2015年10月11日 - NOrth MUSIC,NOrth LIFE.〜TOMAKOMAI CALLING 3〜
- 2015年10月12日 - NOrth MUSIC,NOrth LIFE. Vol.9
- 2015年11月22日 - Ozzfest Japan 2015